# Receptív mező

Minden szenzoros neuronhoz tartozik egy terület, ahonnan az adott neuron ingereket kap. Ez az úgynevezett receptív mező. A receptív mező legegyszerűbben a bőr receptoraival érzékeltethető. A mező határán belül stimulálva az adott területet, a szenzoros neuron ingerületbe jön. Mezőn kívüli stimulus nem hoz létre akciós potenciált a primer szenzoros neuronon. Egyes primer afferens neuronokhoz tartozó receptív mezők átfedik egymást, így egy sejt pusztulása nem okoz érzetkiesést. Abban az esetben, ha a receptív mezők átfedése nagy, az inger helyzete pontosabban lokalizálható. Két egymáshoz nagyon közeli inger is csak akkor ismerhető fel különállóként, ha a receptív mezők átfedésének nagy a téri felbontása. 

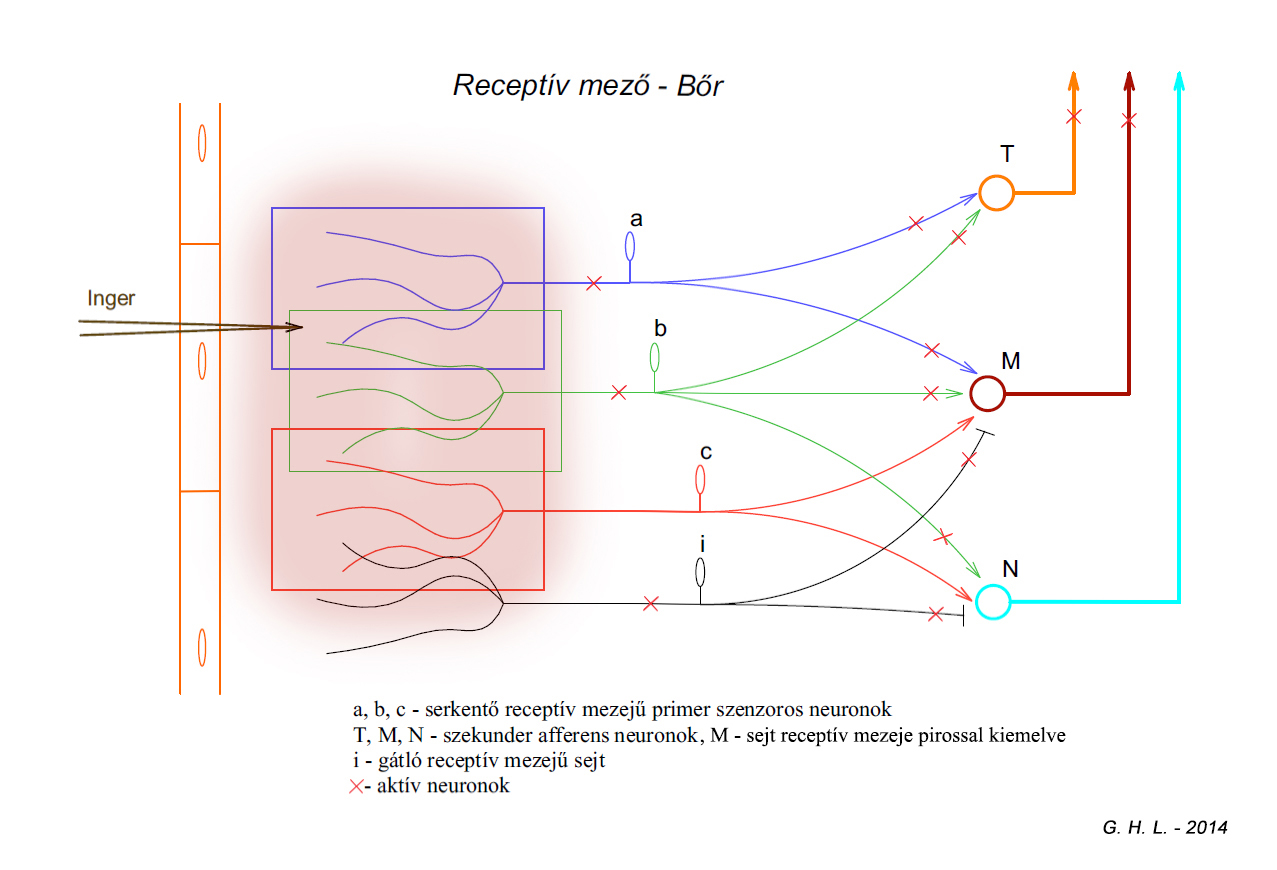
Receptív mező - Bőr

A hát bőrében kisebb az átfedések mértéke, mint például az arc bőrében, ezért az arcon két, egymáshoz sokkal közelebbi ingert is különállónak érzékelünk, míg a hát bőrében, azonos távolság mellett, egyként érzékeljük a két stimulust. 
A primer szenzoros neuron rendelkezik a legkisebb receptív mezővel, míg a másodrendű szenzoros neuron, ennek sokszorosáról kap információt. Ahogy haladunk felfele a hierarchiában, egyre nagyobbak lesznek az egyes neuronokhoz tartozó receptív mezők. Az érzékelés pontosságának és az inger lokalizációjának képességét megtartandó, az afferentációk elágaznak, több kimenetet is adnak, ez a konvergencia jelensége. Egy primer szenzoros neuron több másodlagos neuront aktivál. Az ingerek közötti kontrasztképzés megvalósítása érdekében nem csupán serkentő kimenetű receptív mezők léteznek, hanem gátlók is. A gátló kimenetű receptív mezők (inger hiányában aktívak) hatására a magasabb rendű neuron receptív mezeje beszűkülhet, így megtartva az érzékelés pontosságát az összegződés ellenére is. 

## Külső hivatkozások
- A "MOGYE - Élettani jegyzetek 3" írásban lásd részletesen az érzékszervek élettanát.